# ブルックリン・ティップトップス
ブルックリン・ティップトップス（Brooklyn Tip-Tops）は、1914年と1915年にアメリカ合衆国ニューヨーク市ブルックリンを本拠地として、フェデラル・リーグで活動していたプロ野球チーム。

## 球団史
チーム名は、所有者だったロバート・ウォードの経営していた、"Tip Top Bakery"の社名から。1914年にフェデラル・リーグ創設にあわせてチームが作られ、本拠地は1912年までブルックリン・ドジャース（現ロサンゼルス・ドジャース）が使っていたワシントン・パークに置かれた。
1914年シーズンは、前年フィリーズで最多勝利投手となったトム・シートンを迎え、カージナルスの外野手スティーブ・エバンスが攻撃の中心となった。ニューヨークを本拠地とするチームとして当初から期待され、シーズン途中にセントルイスからモーデカイ・ブラウンを補強するなどしたが、1年目は勝率5割に終わる。2年目の1915年にはリーグ当局の後押しもあり、前年の首位打者ベニー・カウフを獲得、カウフは期待通りこの年打率.342で首位打者、リーグ最多盗塁も記録したが、投手陣の調子が上がらずチームは70勝82敗と負け越してシーズンを終えた。
チームは1915年のフェデラル・リーグ解散の際消滅したが、1916年にいくつかの試合をナイトゲームで行うという構想を発表したことがある。後年メジャーリーグで最初のナイトゲームが行われたのは、この構想の20年ほど後のことである。

## 戦績
※順位は勝率による。
| 年度   | リーグ | 試合 | 勝利 | 敗戦 | 勝率 | 順位 | 監督                          | 本拠地              |
| ------ | ------ | ---- | ---- | ---- | ---- | ---- | ----------------------------- | ------------------- |
| 1914年 | FL     | 157  | 77   | 77   | .500 | 5位  | ビル・ブラッドリー            | Washington Park III |
| 1915年 | FL     | 153  | 70   | 82   | .461 | 7位  | リー・マギー ジョン・ガンゼル | Washington Park III |

## 所属した主な選手
- クラウド・クーパー：外野手。1915年に155安打、打率.294を記録。
- スティーブ・エバンス：外野手。1914年の打率.348はリーグ2位、長打率.556はリーグ1位。
- ベニー・カウフ：外野手。1915年のリーグ首位打者、盗塁王。
- トム・シートン：投手。1913年フィリーズで最多勝、最多奪三振。1914年も25勝を挙げた。

## 主な球団記録
打撃記録
- 通算安打数：251（クラウド・クーパー）
- 通算本塁打：15（スティーブ・エバンス）
- 通算打点数：126（スティーブ・エバンス）
- 通算盗塁数：71（ハップ・マイヤーズ）

投手記録
- 通算勝利数：37（トム・シートン）
- 通算奪三振：258（トム・シートン）
- 無安打試合：1914年9月19日（エド・ラフィット）